# You Bet Your Life
You Bet Your Life era un programma a quiz radiofonico e poi televisivo, trasmesso negli Stati Uniti dal 1947 al 1961 e presentato dall'attore comico Groucho Marx.

## Caratteristiche
Ideato dal produttore radiofonico John Guedel, You Bet Your Life (Ci puoi scommettere la vita), venne formulato prevedendo un numero limitato di domande, privilegiando invece l'introduzione e le interviste del presentatore ai concorrenti, e puntando sulla capacità di improvvisazione di Groucho Marx piuttosto che su un copione prestabilito.
Acquistato dallo sponsor Elgin-American Watch Case Company a un prezzo inferiore rispetto all'offerta iniziale, la prima puntata dello show andò in onda il 27 ottobre 1947, riscuotendo un enorme successo negli Stati Uniti sia presso i fan dei giochi a quiz sia presso il pubblico amante della commedia sofisticata.
L'umorismo sarcastico di Groucho Marx contribuì alla popolarità dello show, i cui spettatori apprezzarono la formula del quiz preceduto da una introduzione in cui Groucho si divertiva a punzecchiare amabilmente i concorrenti (così, quando in trasmissione si presentò una balia molto avvenente, Groucho commentò che a lui non era mai toccata in sorte una balia del genere, e che la sua faceva venire voglia di chiedere l'anestesia).

## Il percorso televisivo
Il 5 ottobre 1950 lo show apparve per la prima volta in televisione, sulla rete NBC, senza aver subito cambiamenti rispetto alla precedente messa in onda radiofonica. La produzione riconfermò lo stesso annunciatore, George Fennemann, e Groucho mantenne la propria postazione su uno sgabello davanti a una scrivania, con i quiz e le domande per le interviste scritti in un taccuino di fronte a lui.
Non essendo necessarie scenografie sofisticate, You Bet Your Life poté essere filmato e trasmesso sia in radio che in televisione, consolidando il proprio successo e consentendo a Groucho Marx di vincere un Emmy Award quale miglior personaggio televisivo del 1950.
La battuta "Dì la parola d'ordine e vinci cento dollari!" e le domande che Groucho rivolgeva a tutti gli sconfitti nel quiz perché potessero comunque tornare a casa con un minimo premio ("Chi è sepolto nella tomba di Grant?", "Di che colore è la Casa bianca?" e "Che sport si pratica con una palla da tennis?") divennero frasi popolarissime presso il pubblico americano negli anni cinquanta.
Dopo l'abbandono da parte della Elgin per l'aumento dei costi, subentrò quale sponsor la De Soto-Plymouth Dealers of America, che promosse il programma fino alla sua ultima puntata, andata in onda il 21 settembre 1961.